# او درنگ نخواهد کرد
«او درنگ نخواهد کرد» (انگلیسی: He Will Not Halt) یک فیلم هندی است که در سال ۲۰۱۴ منتشر شد.

## موضوع فیلم
یک فرد متخصص به عنوان یک مأمور، به روستایی منتقل می‌شود که توسط یک خلافکار محلی اداره می‌شود و…